# Villars-d’Avry

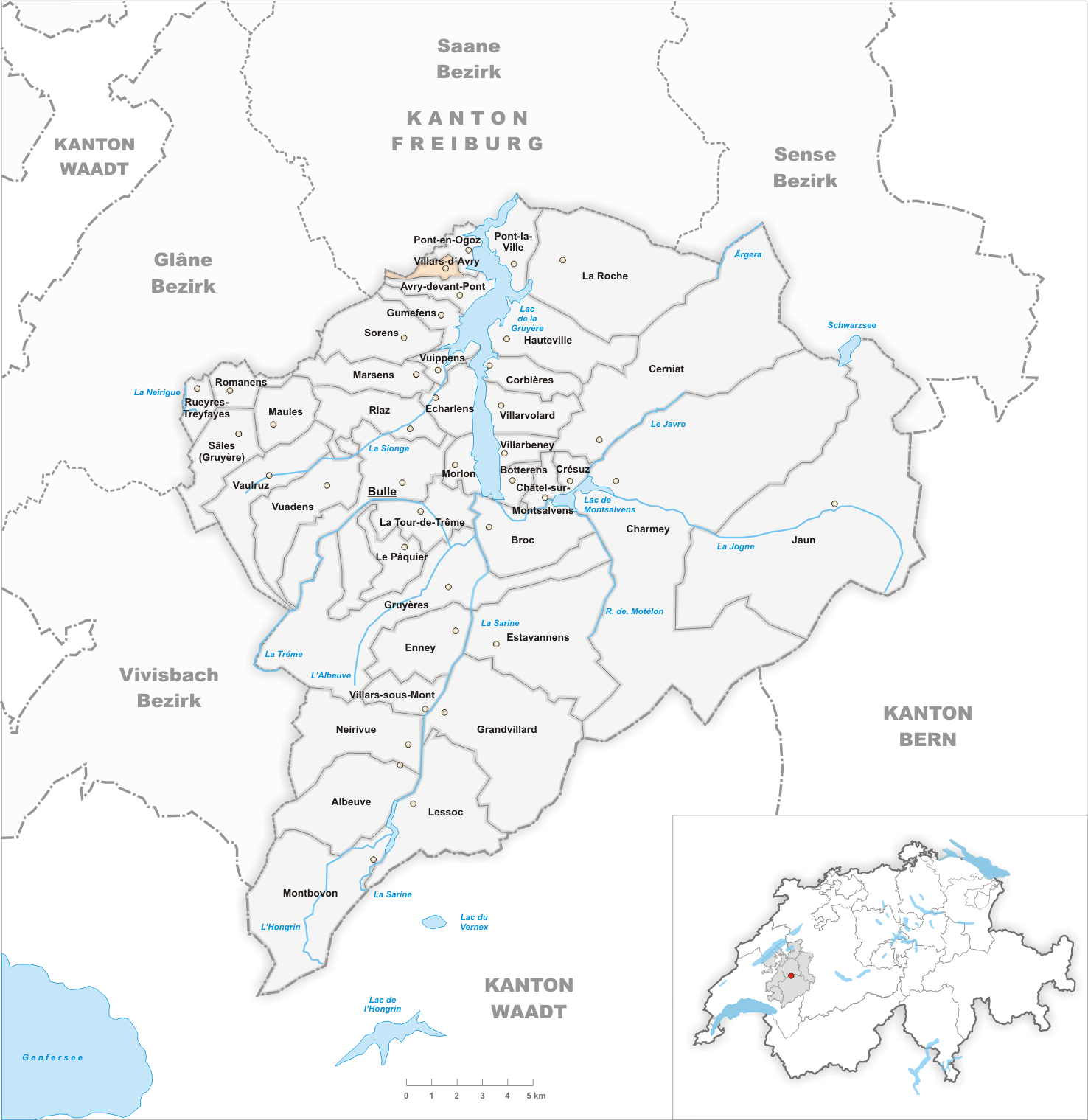
Gemeindestand vor der Fusion am 1. Januar 1970

Villars-d’Avry ist eine ehemalige Gemeinde des Bezirks Greyerz des Kantons Freiburg in der Schweiz. Am 1. Januar 1970 wurde sie mit der Gemeinde Pont-en-Ogoz zur neuen Gemeinde Le Bry fusioniert. Diese fusionierte ihrerseits am 1. Januar 2003 zusammen mit Avry-devant-Pont und Gumefens zur neuen Gemeinde Pont-en-Ogoz.

## Bevölkerung
Einwohnerzahlen: Volkszählungsdaten